# Sweet Revenge
A Sweet Revenge Amanda Lear, francia énekesnő második nagylemezének a címe. A felvételi munkálatok 1977 decembere és 1978 februárja között zajlottak. Az album 1978 februárjában jelent meg. Műfaja diszkó, kiadója a nyugatnémet Ariola Records. A Sweet Revenge az énekesnő legsikeresebb nagylemeze volt, amely 41 országban került fel a slágerlistákra. Az „A” oldalon található felvételek között nincsenek szünetek, a dalok egymásba úsznak. Ez az énekesnő egyetlen nagylemeze, amely később hivatalosan is megjelent CD-n. (Az Amanda-albumok orosz CD-kiadásai nem számítanak igazi CD-változatoknak, mivel az LP-k alapján készültek, számottevő technikai korszerűsítés nélkül.)

## A dalok

### „A” oldal
1. Follow Me (A. Monn – A. Lear) 3.50
2. Gold (Ch. Ricanek – A. Lear) 3.45
3. Mother, Look What They’ve Done to Me (A. Monn – A. Lear) 4.32
4. Run Baby Run (A. Monn – A. Lear) 3.45
5. Follow Me (reprise) (A. Monn – A. Lear) 2.48

### „B” oldal
1. Comics (Ch. Ricanek – A. Lear) 3.40
2. Enigma (Give a Bit of Mmh to Me) (R. Pietsch – A. Lear) 5.08
3. The Stud (R. Pietsch – A. Lear) 4.02
4. Hollywood Flashback (A. Monn – A. Lear) 4.33

## Közreműködők
- Producer: Anthony Monn
- Zenei rendező: Charly Ricanek (A/1–5 és B/1, 4), Rainer Pietsch (B/2, 3)
- Hangmérnök: Peter Ludermann
- Dob: Martin Harrison
- Billentyűsök: Charly Ricanek
- Basszusgitár: Gary Unwin, Dave King
- Moog: Charly Ricanek, Kristian Schultze, Rainer Pietsch, Anthony Monn
- Háttérvokál: Claudia Shwarz, Renate Maurer, Edith Prock, Wolfgang Emperhoff, Herbert Ihle, Rainer Pietsch

## Különböző kiadások

### LP
- 1978, NSZK: Ariola-Eurodisc 25 900 OT. Gatefold sleeve and free poster.
- 1978, Olaszország: Polydor 2480 465. Bónuszfelvétel: B5. Queen of Chinatown (Rainer Pietsch – Amanda Lear) - 4:15
- 1979, Dél-Afrika: Golden Hits Ariola ARD 2501. Dupla album, Disc 1: I Am a Photograph (az első nyugatnémet kiadás alapján), Disc 2: Sweet Revenge.

### CD
- 1992, Németország: BMG-Ariola 262 819.

## Kimásolt kislemezek

### 7"
- 1978: Follow Me / Mother Look What They've Done to Me (NSZK - Ariola 11 950 AT)
- 1978: Follow Me / Mother Look What They've Done to Me (Ausztria - Ariola 11 950 AT)
- 1978: Follow Me / Mother Look What They've Done to Me (Franciaország - Eurodisc 11950)
- 1978: Follow Me / Mother Look What They've Done to Me (Franciaország - Eurodisc 911163)
- 1978: Follow Me / Mother Look What They've Done to Me (Hollandia -  Ariola 11950 AT)
- 1978: Follow Me / Mother Look What They've Done to Me (Anglia - Ariola ARO 125)
- 1978: Follow Me / Mother Look What They've Done to Me (Olaszország - Polydor 2121 357)
- 1978: Follow Me / Mother Look What They've Done to Me (Jugoszlávia - RTB S 54 024)
- 1978: Follow Me / Run Baby Run (Spanyolország - Ariola 15616-A)
- 1978: Enigma (Give a Bit of Mmh to Me) (Single Edit) 4:30 / Run Baby Run (NSZK - Ariola)
- 1978: Enigma (Give a Bit of Mmh to Me) (Single Edit) / Run Baby Run (Franciaország - Eurodisc)
- 1978: Enigma (Give a Bit of Mmh to Me) (Single Edit) / Run Baby Run  (Hollandia - Ariola 100 065)
- 1978: Enigma (Give a Bit of Mmh to Me) (Single Edit) / Run Baby Run (Olaszország - Polydor 2121 363)
- 1978: Enigma (Give a Bit of Mmh to Me) (Alternative Single Edit) 3:30 / Hollywood Flashback (Dél-Afrika - Ariola ARS 223)
- 1978: Enigma (Give a Bit of Mmh to Me) (Alternative Single Edit) / Hollywood Flashback (Zimbabwe - Ariola ARS 223)
- 1978: Enigma (Give a Bit of Mmh to Me) (Single Edit) / Gold (Japán - Columbia Ariola YK-110-Y)
- 1978: Run Baby Run / Follow Me (Part Two - Reprise) (Belgium - Ariola 132-AT)
- 1978: Run Baby Run / Follow Me (Part Two - Reprise) (Hollandia - Music Master 5110 10/10)
- 1978: Run Baby Run / Follow Me (Reprise) (Anglia - Ariola ARO132)
- 1978: Run Baby Run / Follow Me (Portugália - Ariola 5015 616)
- 1978: Run Baby Run / The Stud (Dél-Afrika - Ariola ARS 222)
- 1978: Gold / Lili Marleen (Német–francia változat)" (Albumon nem jelent meg) (Franciaország - Eurodisc 100 101)
- 1978: Gold / Lili Marleen (Franciaország - Eurodisc 911 200)
- 1978: Gold (Olaszország - Polydor AS 5000 486, Promo)
- 1982: Follow Me / Hollywood Is Just a Dream When You're Seventeen (1981, az Incognito című albumról) (Csehszlovákia - Supraphon 1143 2625)
- 1989: Gold (Ian Levine Remix - 7" Edit) 3:50 / Follow Me (Ian Levine Remix - 7" Edit) 3:41 (NSZK - Ariola 111 978)

### 12"
- 1978: Follow Me (Wally MacDonald Disco Mix) 10:48 /Enigma (Give a Bit of Mmh to Me) (Kanada - IGM Inter Global Music IGM-005, yellow vinyl)
- 1978: Follow Me (Wally MacDonald Disco Mix) / Enigma (Give a Bit of Mmh to Me) (Kanada - Epic 1264 8490)
- 1978: Follow Me (Wally MacDonald Disco Mix) / Follow Me (Wally MacDonald Disco Mix) (Kanada - Siamese SIA 003)
- 1978: Run Baby Run / Follow Me (Reprise) (Anglia - Ariola AROD 132/12, red vinyl)
- 1989: Gold / Follow Me '89 (Ian Levine Remixes) Gold (Extended House Mix) 8:44 / Gold (Deep House Dub Mix) 6:08 / Follow Me (High Energy Mix - Extended) 6:28 (12" - NSZK, Ariola 611 978)
- 1989: Gold / Follow Me '89 (Ian Levine Remixes) Gold (Radio House Version) 3:50 / Follow Me (High Energy Radio Mix) / Gold (Extended House Mix) 8:44 / Follow Me (High Energy Mix - Extended) 6:28 (12" - NSZK, Ariola 661 978)

### CD
- 1989: Gold / Follow Me '89 (Ian Levine Remixes) Gold (Radio House Version) 3:50 / Follow Me (High Energy Radio Mix) / Gold (Extended House Mix) 8:44 / Follow Me (High Energy Mix) 4:28 (NSZK, Ariola 661978)

## Orosz CD
Az LP-k hanganyaga alapján. Az I Am A Photograph az első nyugatnémet kiadás alapján került a CD-re.
- I Am a Photograph / Sweet Revenge
- Sweet Revenge / Never Trust a Pretty Face

## Legnépszerűbb slágerek
- Follow Me

Svájc: 1978. április 22-étől 9 hétig. Legmagasabb pozíció: 7. hely

Ausztria: 1978. május 15-étől 20 hétig. Legmagasabb pozíció: 6. hely

Dél-Afrika: 1978. június 23-ától 13 hétig. Legmagasabb pozíció: 3. hely

Hollandia: 1978. 12 hétig. Legmagasabb pozíció: 2. hely

Olaszország: 1978. Legmagasabb pozíció: 9. hely
- Gold
- Mother, Look What They’ve Done to Me
- Run Baby Run
- Enigma (Give a Bit Of Mmh to Me)

Dél-Afrika: 1978. augusztus 25-étől 10 hétig. Legmagasabb pozíció: 11. hely

Hollandia: 1978. 5 hétig. Legmagasabb pozíció: 17. hely

Olaszország: 1978. Legmagasabb pozíció: 10. hely
- Hollywood Flashback

## Az album slágerlistás helyezései
Ausztria: 1978. június 15-étől 20 hétig. Legmagasabb pozíció: 8. hely

## Külső hivatkozások
- Dalszöveg: Follow Me
- Dalszöveg: Gold
- Dalszöveg: Mother, Look What They’ve Done to Me
- Dalszöveg: Run Baby Run
- Dalszöveg: Enigma (Give a Bit of Mmh to Me)
- Dalszöveg: The Stud
- Dalszöveg: Hollywood Flashback
- Videó: Follow Me (1979)
- Videó: Follow Me (másik klip)
- Videó: Gold (olasz tévéfelvétel)
- Videó: Gold (francia tévéfelvétel)
- Videó: Run Baby Run
- Videó: Comics
- Videó: Enigma